# Бхараві
Бхараві (*भारविः, 2-а пол. VI ст. ) — індійський поет часів початку піднесення держави Чалук'я (за іншими відомостями Паллавів), складав вірши санскритом. Його творчість мала значний вплив на наступних поетів, зокрема Маґху.

## Біографія
Про життя мало відомо. Його справжнє ім'я дамодара. Ймовірно з настанням визнання змінив його на Бхараві, тобто «блиск сонця».
З усього доробку Бхараві відома лише поема «Кіратарджунія» («Арджуна і кірата»), що складається з 18 пісень.
У ній перекладається розповідь третьої книги «Махабхарати» про поєдинок Арджуни з богом Шивою, який прийняв вигляд лісового мисливця (кірати). Відступи Бхарава від сюжету свого першоджерела невеликі і майже щоразу пов'язані з прагненням ввести в розповідь описи природи, пір року, батальних і любовних сцен, як цього вимагали закони жанру махакавья. У цих відступах Бхараві проявляє себе великим художником, і до найкращих частин його поеми відносяться, наприклад, описи купання апсар у 8-ій пісні, заходу сонця, настання ночі, а потім світанку в 9-й пісні або осені в 4-й. При цьому специфічною особливістю Бхараві було вміння оживляти свої пейзажні замальовки зображенням людей. Так, малюючи осінь, коли стиглий рис забарвлює в жовтий колір безкраї поля, коли ясний повітря світиться немає від блиску блискавок, а від крапельок води, викрадених вітром з квітів лотоса, і зграя папуг нагадує своєю красою веселку, Бхараві не забуває згадати про танцюючих пастушок, чиї волосся нагадують бджіл, що пурхають навколо квітки, пастухів з гнучким, як ліана, тілом, селян, зайнятих виготовленням масла. Подібного роду сцени, що нагадують античні пасторалі, виконані у Бхараві від щирого почуття, а його порівняння і образи нетрадиційні і несподівані, високо цінувалися древніми знавцями індійської поезії.
В творчості Бхараві вже позначалися ті тенденції, які незабаром викликали згасання санскритської епічної поезії. Якщо у Калідаси детальний опис при всій його розлогості і самостійному значенні був підпорядкований основній темі і посилював її звучання, то у Бхараві опис не лише висуваються на перший план, але починає становити мету і сенс твору. Сюжет поступово стає лише зручним засобом для поєднання вставних епізодів, стилістична витонченість перетворюється на манірність, а майстерність володіння мовою найчастіше зводиться до словесної і граматичної витонченості. Бхараві зберігає ще достатньо природності і безпосередності у своїй поезії, йому ще властиве почуття міри, але й він не може вже втриматися від того, щоб не продемонструвати в окремих частинах поеми свою віртуозність у володінні формою.